# Rue de la Plaine
La rue de la Plaine est une voie du 20e arrondissement de Paris, en France.

## Situation et accès
La rue de la Plaine est une voie publique située dans le 20e arrondissement de Paris. Elle débute au 22, boulevard de Charonne et se termine à son croisement avec la rue des Pyrénées depuis 2018 et l'extension de l'école Lucie-Faure. Elle se terminait auparavant au 31, rue des Maraîchers.
En compensation de la suppression de cette portion de la rue, un passage prolongeant la rue Philidor jusqu'à la rue des Pyrénées est construit sous forme d'une faille à travers l'immeuble Le Garance/Centre bus RATP Paris-Est Lagny lors de sa construction mais il reste clôturé par une forte grille.

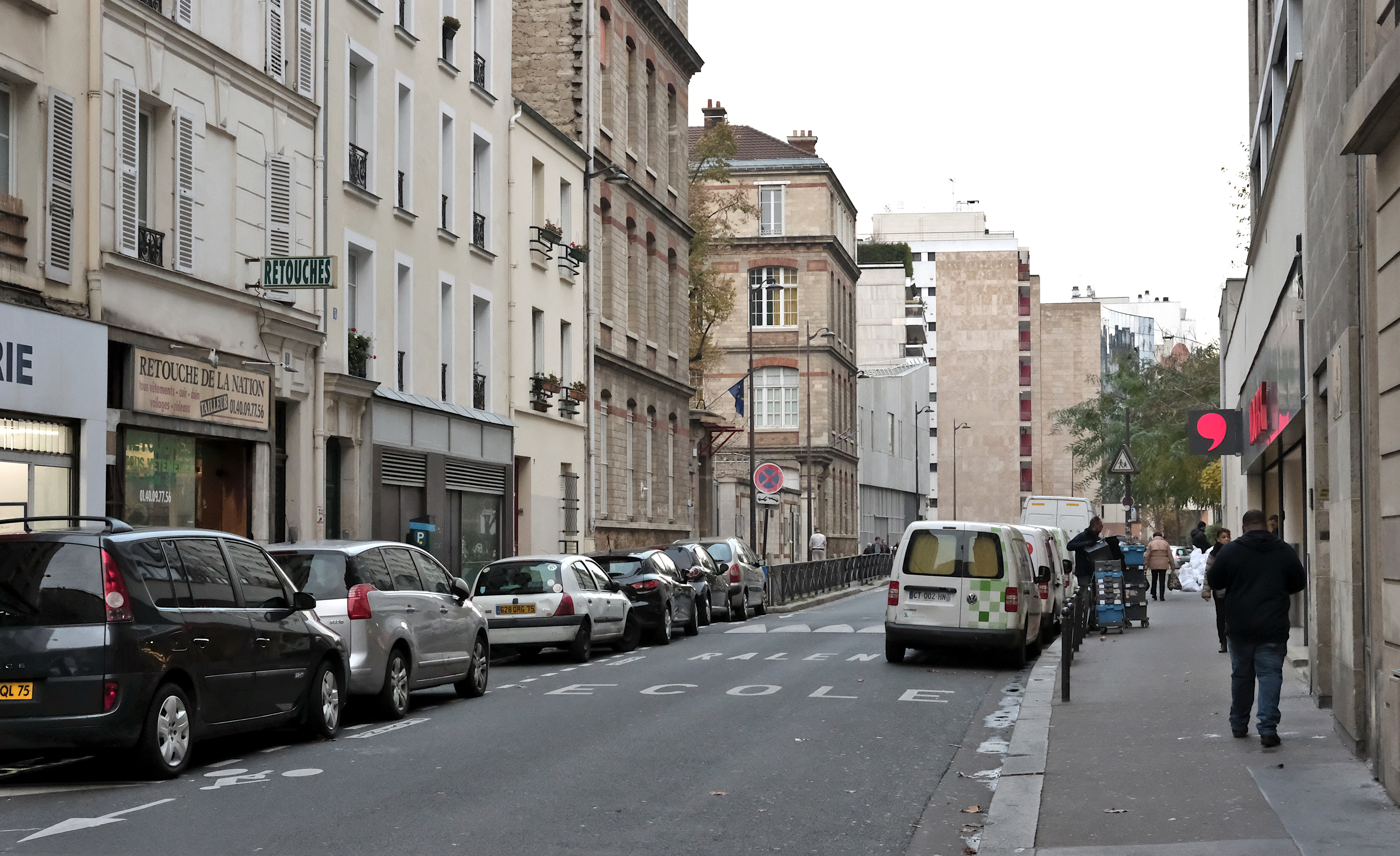
Rue vue depuis le boulevard de Charonne.

## Origine du nom
Elle doit son nom à sa situation dans la plaine de Charonne.

## Historique
Cette voie est à l'origine un sentier rural indiqué sur le plan cadastral de 1812 de l'ancienne commune de Charonne qui fut classé dans la voirie parisienne par le décret du 23 mai 1863.
Un arrêté préfectoral du 24 juin 1907, non suivi d'exécution, lui avait donné le nom de « rue Benoît-Malon ». 